# Regulador de acidez

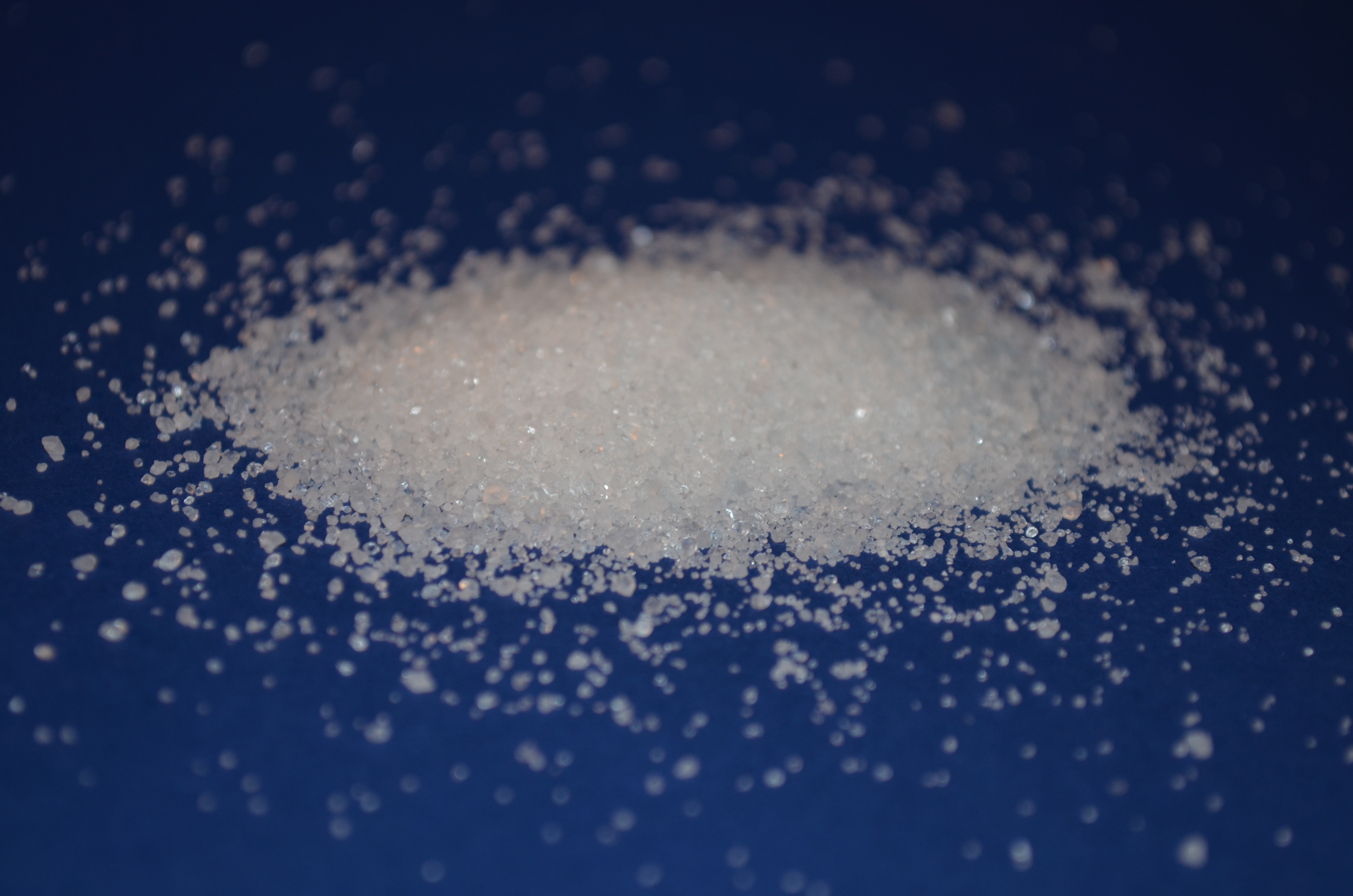
Ácido Cítrico.

Reguladores de acidez, também chamados de agentes reguladores de pH, são aditivos alimentares utilizados para modificar ou manter o pH (em sua acidez ou basicidade) dos alimentos. Podem ser ácidos orgânicos ou minerais, bases, agentes de neutralização ou agentes tampão.
Os reguladores de acidez são, em geral, referenciados pelo Número E; os mais utilizados são os ácidos cítricos, láticos e acéticos, como o E260 (ácido acético).